# Candida glabrata
Candida glabrata es una especie de levadura haploide, antes conocida como Torulopsis glabrata. Esta especie de levadura no es dimórfica y no se ha observado actividad de apareamiento. Hasta hace poco, se pensaba que C. glabrata era un organismo no patogénico. De todos modos, con la población creciente de individuos inmunodeficientes, se ha visto que C. glabrata presenta tendencia a ser un patógeno oportunista del tracto urogenital y del torrente sanguíneo.
Últimamente se ha demostrado que algunas cepas pueden llegar a ser resistentes al fluconazol. 